# كهف تيمبانوغوس التذكاري الوطني
كهف تيمبانوغوس التذكاري الوطني (بالإنجليزية: Timpanogos Cave National Monument)‏؛ هو كهف يقع في مقاطعة يوتا في الولايات المتحدة. مصنف بوصفه حديقة وطنية.

## السياحة
يعد «كهف تيمبانوغوس التذكاري الوطني» أحد مواقع الجذب السياحي في مقاطعة يوتا في ولاية يوتا الأمريكية.